# Johan Greter
Johan Greter (neerlandès: Johan Jacob Greter)  (Amsterdam, 25 d'octubre de 1900 - Ede, 29 de gener de 1975) va ser un militar i genet neerlandès que va competir durant la dècada de 1930.
El 1936 va prendre part en els Jocs Olímpics de Berlín, on va disputar dues proves del programa d'hípica amb el cavall Ernica. Va guanyar la medalla de plata en la prova de salts d'obstacles per equips i fou sisè en la de prova de salts individual.
El 1940 va lluitar en la batalla dels Països Baixos. El 1942 va ser fet presoner. Va escapar saltant del tren i va arribar a Anglaterra, on es va unir a la Royal Air Force. Va ser guardonat amb la Creu de Bronze el 1944 i 1947.